# Erbschänke
Erbschänke oder Erbschenke ist eine ererbte und weitervererbbare, also erbliche Schänke. In Schlesien und im sächsischen bzw. sorbischen Sprachraum auch Erbkretzscham (von Kretscham), in Niedersachsen als Erbkrug bezeichnet. Dessen Besitzer sind dann Erbkretzschmar bzw. Erbkrüger. In der Mark Brandenburg hießen auch diejenigen Schankwirte Erbkrüger, die das Recht hatten, selbst brauen zu dürfen (siehe Brauschenke bzw. Braukrug). Häufig gehörte das Erbschankgut auch dem Besitzer des Erbgerichts, weshalb heute noch zahlreiche ehemalige Erbschänken Erbgericht heißen.

## Namensbeispiele
- Erbschänke (Draisendorf)
- Erbschänke Muggenhof